# Нихали (народ)
Нихали су малобројна етничка заједница непознатог порекла која живи у округу Булдана у индијској држави Махараштра.
Има их укупно 5.000, од тога 2.000 говори нихали језик.
По вероисповести су хиндуисти, а њихов језик није у сродству са другим језицима.
Нихали језик има велики број речи преузетих из других језика, углавном из дравидских и индоевропских језика. Око 60-70% свих речи у нихали језику потичу из дравидских језика, нарочито тамилског и корку језика, због некадашњег великог утицаја.